# Roman I. Lakapen
Roman I. Lakapen ili Lekapen (Lakapa, Armenija, oko 870. – otok Proti, danas Kınalıada, 15. lipnja 948.), bizantski car (919. – 944.) podrijetlom iz armenske seljačke obitelji. Rano je stupio u vojnu službu i napredovao do položaja admirala carske mornarice. Stekao je utjecaj na dvoru pa je preuzeo regenstvo za maloljetnosti cara Konstantina VII. Porfirogeneta (913. – 959.).
Godine 920. okrunjen je za cara, a svoje je sinove Kristofora, Stjepana i Konstantina proglasio suvladarima kako bi osigurao nasljedstvo prijestolja svojoj obitelji. Uspješno se suprotstavio bugraskom caru Simeonu nakon čije je smrti 927. godine sklopljen mir s Bugarima. Vodio je uspješne ratove i protiv abasidskog kalifata, Rusa i Saracena.
S prijestolja su ga svrgnuli sinovi i zatvorili u manastir.

## Vanjske poveznice
- Roman I. Lakapen Hrvatska enciklopedija
- Roman I. Lakapen (Lekapen) Proleksis enciklopedija

| Prethodnik:                              | Bizantski carevi | Nasljednik:                              |
| Konstantin VII. Porfirogenet (913.-959.) | Bizantski carevi | Konstantin VII. Porfirogenet (913.-959.) |